# 1251년

## 연호
- 남송(南宋) 순우(淳祐) 11년
- 일본(日本) 겐초(建長) 3년
- 쩐 왕조(陳朝) 티엔응찐빈(天應政平) 20년/ 응우옌퐁(元豊) 원년

## 기년
- 남송(南宋) 이종(理宗) 27년
- 고려(高麗) 고종(高宗) 38년
- 몽골 몽케 칸 원년
- 쩐 왕조(陳朝) 태종(太宗) 27년

## 사건
- 10월 11일(음력 9월 25일) - 재조대장경(팔만대장경) 제작 공식 완료.

## 사망
- 고려(高麗) 무신(武臣) 김경손(金慶孫)